# Sävedals härads valkrets
Sävedals härads valkrets (1867–1872 kallad Sävedals domsagas valkrets) var en egen valkrets med ett mandat vid riksdagsvalen till andra kammaren 1866–1869 samt 1908. Vid riksdagsvalen 1872–1881 ingick Sävedal i Hisings, Askims och Sävedals domsagas valkrets och vid valen 1884–1905 i Askims och Sävedals domsagas valkrets. Valkretsen avskaffades slutligen vid införandet av proportionellt valsystem i valet 1911 och uppgick då i Göteborgs och Bohus läns södra valkrets.

## Riksdagsmän
- Carl Fredrik Winkrans, min (1867–1869)
- Herrman Schmidt (1870–1872)

Ingick 1873–1884 i Hisings, Askims och Sävedals domsagas valkrets och 1885–1908 i Askims och Sävedals domsagas valkrets
- Jimmy Gibson, lib s (1909–1911)

## Valresultat

### 1908
| Andrakammarvalet i Sverige 1908: Sävedals härads valkrets | Andrakammarvalet i Sverige 1908: Sävedals härads valkrets | Andrakammarvalet i Sverige 1908: Sävedals härads valkrets | Andrakammarvalet i Sverige 1908: Sävedals härads valkrets | Andrakammarvalet i Sverige 1908: Sävedals härads valkrets |
| Kandidat                                                  | Kandidat                                                  | Röster                                                    | Röster                                                    | Röster                                                    |
| Kandidat                                                  | Kandidat                                                  | Antal                                                     | %                                                         | +− %                                                      |
| --------------------------------------------------------- | --------------------------------------------------------- | --------------------------------------------------------- | --------------------------------------------------------- | --------------------------------------------------------- |
|                                                           | Jimmy Gibson                                              | 593                                                       | 55,3                                                      |                                                           |
|                                                           | Herman Jonsson (höger)                                    | 479                                                       | 44,7                                                      |                                                           |
| Antal giltiga röster                                      | Antal giltiga röster                                      | 1 072                                                     |                                                           |                                                           |
| Kasserade röster                                          | Kasserade röster                                          | 7                                                         |                                                           |                                                           |
| Totalt                                                    | Totalt                                                    | 1 079                                                     |                                                           |                                                           |

Valet ägde rum den 6 september 1908. Valdeltagandet var 61,5%.